# José Pascual de Zayas y Chacón
José Pascual de Zayas y Chacón (La Habana, 5 de junio de 1772-Chiclana de la Frontera, 27 de octubre de 1827) fue un destacado militar español, sobre todo en la Guerra de la Independencia española.

## Inicio de su carrera militar
Nace en el seno de una familia de hidalgos que llevaba asentada en La Habana desde el siglo XVI. Fue bautizado en la Parroquial Mayor de dicha ciudad, el día 23 del mismo mes y año [libro 1, # 333], siendo su padrino el gobernador Pascual Jiménez de Cisneros. Su familia pasó a España cuando tenía siete años. Desde niño sintió afición por la carrera militar, y así el 15 de septiembre de 1783 sienta plaza en el regimiento Asturias de infantería de línea. Cuatro años después, a la edad de 15 años, es ascendido a subteniente. En 1789 pasa con su regimiento a Orán como parte de la guarnición. El 9 de octubre de 1790 un terremoto destruyó parte de la ciudad, matando a más de 400 soldados del regimiento Asturias. Zayas sufrió heridas durante el terremoto. Siguió en Orán hasta que esta ciudad fue evacuada por las tropas españolas en 1792 después de un asedio. Zayas seguía herido y no tomó parte en la lucha.

## Guerra de la Convención
En 1793 es agregado a la artillería del Ejército de Navarra en la guerra contra la Convención francesa. Tras varias acciones, fue hecho prisionero el 23 de julio de ese año. Liberado por los franceses el 28 de septiembre de 1794, fue ascendido a teniente. Siguió en el frente hasta la firma de la paz en 1795.

## Batalla de Brión
Ese mismo año (1795) pasa con el 2.º batallón del regimiento Asturias a Vigo, para servicios de guarnición y a bordo de los buques de la Armada. En este servicio Zayas hizo dos veces el viaje de ida y vuelta a las Américas. Al regresar de su segundo viaje (con arribada en La Coruña) el batallón es trasladado a Ferrol el 26 de agosto de 1800 para la defensa de la ciudad frente al ataque de los ingleses. Zayas se distingue en la batalla de Brión, donde es herido. Por esta herida fue recompensado, con fecha 22 de mayo de 1801 Zayas es ascendido a capitán de granaderos. Tras ello sirve en varias guarniciones con el regimiento Asturias. El 6 de abril de 1804 es ascendido a sargento mayor (equivalente entonces a comandante), y su destino cambia al regimiento Órdenes Militares de infantería de línea.

## Estancia en Etruria
A finales de 1805 es nombrado ayudante de campo del teniente general Gonzalo O'Farril, con el que marcha a Etruria en la división española que es destinada a este reino (estado títere creado por Napoleón con los despojos del ducado de Toscana y que le fue concedido a título de reino a María Luisa de Borbón, hija de Carlos IV y de su esposa María Luisa de Borbón-Parma). En Etruria permanece hasta mediados de 1807, en que pasa a Hamburgo con su unidad, como parte del dispositivo napoleónico para evitar desembarcos británicos en el mar del Norte.
A finales de 1807 regresa a España, y el 11 de marzo de 1808 es nombrado comandante de un batallón del regimiento de la Princesa, de infantería de línea. Este regimiento pertenecía a la División del Norte de Pedro Caro y Sureda, III marqués de La Romana, unidad destacada en Dinamarca, pero Zayas no llegó a marchar de España.

## Comisionado y detenido en Francia
Estando en Madrid es comisionado por la Junta de Gobierno para marchar a Bayona a informar al rey Carlos IV de la situación en España, esto es, que Napoleón, pese a todas las promesas y pactos, estaba de hecho imponiendo un régimen militar francés en España. Una misión delicada para un oficial de tan baja graduación. Zayas es detenido apenas llega a Francia, aunque tuvo la ocasión de hablar con Pedro Ceballos, secretario de Estado de Fernando VII (en ese momento) y más tarde de José Bonaparte.

## Guerra de la Independencia española

### Primeras batallas en la Guerra de la Independencia española
Zayas fue liberado el 11 de mayo, y tras ello se dirigió de inmediato a Madrid. En Madrid se le ordena marchar a La Coruña para incorporarse a un embarque de tropas que marchaba a Buenos Aires. Al llegar a Valladolid es testigo de la sublevación popular de los patriotas contra los franceses. El general Gregorio García de la Cuesta, capitán general de Castilla, le retiene a su lado nombrándole jefe de Estado Mayor, lo que es un cargo de enorme importancia para un simple comandante.
El 12 de junio participa en la derrota de Cabezón, tras lo cual las tropas de Cuesta se retiran a Benavente, donde Zayas y él tratan de dar forma de ejército a sus fuerzas. Sin embargo el 28 Zayas marcha al puerto de Foncebadón para entrevistarse con el general Joaquín Blake, que le despacha a La Coruña para que explique la situación a la Junta del Reino de Galicia. El informe de Zayas convence a la Junta para que Blake una sus fuerzas a las de Cuesta, pero con órdenes secretas a Blake de no colaborar en exceso con Cuesta.[cita requerida]
Estas fuerzas combinadas, pero descoordinadas, son derrotadas en la batalla de Medina de Rioseco (12 de julio). Las fuerzas españolas se retiran a Benavente y luego las de Cuesta siguen hacia León.
Perseguido Cuesta por los franceses, ejecuta a sugerencia de Zayas una maniobra de flanqueo por Toro, Zamora y Salamanca que no solo le libra de la persecución francesa mandada por Bessieres, sino que se sitúa en la retaguardia de este. En Salamanca, el 1 de agosto, recibe la noticia de la victoria española en la batalla de Bailén. Ese mismo día Zayas es ascendido por Cuesta a coronel.
Después de Bailén y la consiguiente retirada de los franceses, se produce el enfrentamiento de Cuesta con el general Castaños, que termina con el arresto de Cuesta. Zayas, como subordinado y cercano colaborador suyo, fue despojado de su cargo de jefe de Estado Mayor del llamado Ejército de Castilla. Estas tropas, reducidas a una división a la que se incorpora Zayas, marchan hacia Logroño. En Logroño combaten varias escaramuzas contra los franceses. El 25 de octubre Ney ataca Logroño, que es abandonado al día siguiente. El general Castaños consideró que las tropas de la división no habían luchado lo que podían, así que ordenó sus disolución. Zayas queda sin destino.
El 23 de noviembre de 1808 Zayas se ofrece al general Lapeña, comandante de la 4.ª división, que lo acepta en su división, aunque no se sabe si le dio mando de tropas. Ese mismo día se lucha y se pierde la batalla de Tudela, sin que las tropas de Lapeña participen en la lucha, pese a las órdenes de Castaños para ello.
Las tropas de Castaños en retirada llegan a Borja para luego marchar a Calatayud y de ahí a Sigüenza. Castaños organiza una retaguardia móvil para cubrir su retirada a la que se incorpora Zayas como oficial de Estado Mayor. En calidad de tal asiste a la derrota de la retaguardia en Bubierca. Al fin, sin más contratiempos, las tropas de Castaños (antiguo Ejército del Centro) llegan a Cuenca el 12 de diciembre. Allí toma el mando de la fuerza el duque del Infantado.
El 25 de diciembre las fuerzas españolas lanzan un pequeño ataque contra Tarancón, que tiene éxito, obligando a los franceses a retroceder. Alarmado por esta pequeña derrota, José Bonaparte ordena a Víctor que aplaste a las fuerzas españolas del duque del Infantado, cosa que este consigue en la batalla de Uclés, el 13 de enero de 1809.
Zayas participa en la acción de Tarancón, pero no estuvo en Uclés porque, al ser nombrado Cuesta jefe del Ejército de Extremadura, le reclamó para su ejército. Zayas tomó el mando del regimiento Jaén el 8 de enero. Con estas tropas participa en la acción que logró destrozar el puente de Almaraz sobre el Tajo, el 29 de enero, aunque las tropas franceses lo sustituyen con pontones hasta su definitiva derrota allí en el Combate de Almaraz (1812).
Tras esto las fuerzas españolas son atacadas por la división alemana del cuerpo de Víctor. Zayas, con sus hombres, cubre la retirada tras el combate de Mesas de Ibor. Cuesta ordena un repliegue general hasta Medellín pasando por Trujillo, siempre seguidos de cerca por las tropas francesas. De Medellín pasan las tropas de Cuesta a Villanueva de La Serena. En este momento Zayas manda una fuerza de dos batallones de granaderos, lo que era una fuerza de élite para la época. Reforzado Cuesta en Villanueva de La Serena, y tras una escaramuza victoriosa, decide dar batalla a Víctor, con el resultado de la tremenda derrota en la batalla de Medellín (28 de marzo). En la batalla las fuerzas de Zayas actuaron como reserva del ala izquierda española. Su intervención, en el momento en que la línea española cedía, se vio perjudicada por un embotellamiento con fuerzas de caballería propias. En esta batalla Zayas fue herido de nuevo.
La retirada tras la derrota salvó del desastre completo al Ejército de Extremadura, al que se consideró que se había batido bien. En consecuencia, varios oficiales son recompensados, y entre ellos Zayas, que con fecha 8 de abril de 1809 es ascendido a brigadier (general de brigada), y hecho jefe de la división de Vanguardia del ejército.
La vanguardia de Zayas organiza pequeños ataques contra las fuerzas de Víctor, siguiendo tácticas de "golpea y corre", que eran muy apropiadas para debilitar a las fuerzas francesas. Las fuerzas francesas entre el Tajo y el Guadiana, todas del cuerpo de Víctor, no pueden mantener sus posiciones, en parte por la falta de suministros y en parte por los ataques de Zayas.
La situación de Víctor empeora cuando Soult es derrotado en el Norte de Portugal. Víctor ordena una retirada sobre la orilla derecha del Tajo el 14 de junio. Siguiéndole los talones hasta Almaraz, con el río de por medio, iban las tropas de Zayas. Pocos días después, el 6 de julio, se entrevistaban en el puerto de Miravete el general Cuesta y Arthur Wellesley, futuro primer duque de Wellington. Comenzaba la campaña de Talavera.

### La Campaña de Talavera
Durante esta campaña el desempeño de Zayas fue bastante bueno. Su vanguardia fue la que permitió el día 21 de julio flanquear a los franceses y expulsarlos de Talavera. Asimismo la vanguardia de Zayas se desempeñó bien en el combate de Alcabón, el 26 de julio. Durante la batalla en sí la división de Vanguardia no tuvo intervención alguna dado que su sector no fue atacado. Tras la retirada hacia El Puente del Arzobispo la unidad de Zayas cubrió la retaguardia de Cuesta. En el combate de Puente del Arzobispo la unidad de Zayas intervino para estabilizar la situación después del golpe francés, aunque no tuvo ocasión de luchar, ya que los franceses no explotaron su éxito momentáneo.

### Batalla de Ocaña
Su desempeño no pasó sin recompensa, y así el 28 de julio era ascendido a mariscal de campo (general de división). El 12 de agosto Cuesta sufre un ataque en Deleitosa y es reemplazado en el mando por el general Eguía, que confirma a Zayas el mando de la Vanguardia.
Acto seguido tiene lugar una de las decisiones más desastrosas de la guerra. La Junta Central ordena a Eguía unirse al Ejército de la Mancha (derrotado en Almonacid) para a continuación marchar hacia Madrid. Este ejército combinado será comandado por el general Areizaga, mandando Zayas la división de Vanguardia del mismo.
Tras recorrer la Mancha de sur a norte las tropas de Areizaga se encuentran con la retaguardia enemiga en Ocaña. En la batalla de Ocaña, el 19 de noviembre el mariscal Soult ataca a las fuerzas españolas, a las que derrota. La vanguardia de Zayas actúa como fuerza de reserva, librando una acción de retaguardia bastante brillante que logra detener a los franceses hasta que los soldados desbandados de otras divisiones se meten entre las filas de las tropas de la vanguardia, creando la confusión y anulando a la vanguardia como fuerza efectiva. Con todo las tropas de Zayas logran cerrar filas en Dos Barrios, a 8 km de Ocaña. Allí se reúnen con el resto del ejército y se retiran hasta Sierra Morena.
El 20 de enero de 1810 las fuerzas mandadas por el mariscal Soult llegan al paso de Despeñaperros, derrotan a los defensores y penetran en Andalucía. Las fuerzas de Zayas (los supervivientes de Ocaña) se retiran a Úbeda y Jaén. La retirada va poco a poco desintegrando las unidades, de tal modo que en los posteriores combates de Jaén y Alcalá la Real su intervención es casi testimonial.
Después de la derrota en tierras andaluzas Zayas pasa a Murcia, donde una vez más trata de levar soldados para adiestrarlos, encuadrarlos y formar un nuevo ejército.

### Acciones en Cádiz
Sin embargo, Zayas dura poco en tierras murcianas ya que en marzo se encuentra en Cádiz mandando la 4.ª división del ejército que defiende la ciudad contra el ataque francés. En Cádiz, Zayas escribe una obra titulada Instrucciones sobre el buen orden militar, que son un auténtico manual de cómo organizar tropas en campaña. Bajo su liderazgo su unidad se convirtió en una de las mejores divisiones del ejército español. Entre página y página las tropas de Zayas hostigaban a los franceses con sus tácticas de "golpea y huye", similares a las ya empleadas en Extremadura.
El 21 de febrero de 1811 tiene comienzo una maniobra de flanqueo con la que las fuerzas defensoras de Cádiz esperaban poder derrotar a los sitiadores (mandados por el mariscal Víctor). Fuerzas españolas desembarcan entre el 23 y el 27 en Algeciras y Tarifa con instrucciones de seguir hasta Medina Sidonia, en la retaguardia de Víctor, y tras derrotarle (lo que no era poca cosa), seguir hacia Cádiz para completar el levantamiento del cerco. Mientras, Zayas, al frente de las tropas situadas en la isla del León, tendría que cruzar el canal que separa la isla de tierra firme para atacar a las fuerzas de Víctor. Zayas cumple su parte del plan la noche del 2 al 3 de marzo, pero es derrotado en el cruce del canal el día 3 y obligado a replegarse a sus posiciones iniciales. Por si fuera poco las tropas desembarcadas se retrasaron, con lo que la maniobra combinada resultó en un fracaso.
Poco después Zayas es puesto frente de otra operación de flanqueo. El 18 de marzo sale por barco de Cádiz con sus fuerzas, que desembarcarán en Palos. La idea era seguir por la carretera de Sevilla, amenazando el flanco de las fuerzas que al mando de Soult asediaban Badajoz. Sin embargo la ciudad extremeña se había rendido el día 11, y Soult pudo hacer frente a la amenaza. El 31 de marzo, tras varios combates con las vanguardias francesas, y viendo su situación muy mala, las tropas de Zayas llegan de vuelta a Cádiz.
Tras la batalla de Chiclana, que tenía como objetivo poner fin al sitio de Cádiz, y que tendrá como único fin la destitución de Manuel Lapeña como capitán-general de Andalucía por su comportamiento en el campo de batalla, al no acudir este a ayudar a las tropas anglo-portuguesas de Thomas Graham quienes, sin embargo, lograron una importante victoria contra una fuerza francesa que les doblaban en número. Finalmente, al terminarse la batalla, y al retirarse Graham hacia Cádiz, Lapeña se queja de esa retirada ante el Consejo de Regencia el cual, al día siguiente le ordena al general español entregar su mando al general Zayas, quien, por otra parte, había requerido, reiteradamente, a su superior los refuerzos para apoyar a las tropas anglo-portuguesas.

### Batalla de la Albuera
Poco después se planea retomar Badajoz mediante un ataque combinado del cuerpo de ejército del general Beresford, más el llamado Cuerpo Expedicionario, al mando del general Blake. La 1.ª división de este cuerpo estaba mandada por Zayas.
El Cuerpo Expedicionario desembarca en Ayamonte el 18 de abril para luego subir por el cauce del Guadiana para encontrar a los británicos. Las fuerzas aliadas, que incluyen también los restos del Ejército de Extremadura al mando del general Castaños, se reúnen en La Albuera el 15 de mayo. Allí tuvo lugar ese mismo día un encuentro con las fuerzas de Soult, que creía erróneamente que enfrente sólo tenía a los británicos.
Durante la batalla de La Albuera Soult lanza su ataque más recio contra el ala derecha, justo donde se encuentra la división de Zayas, que además se encontraba en inferioridad numérica. Sin embargo, y con la ayuda de otros refuerzos españoles, las tropas de Zayas aguantan la embestida francesa. Incluso, cuando la brigada Colborne es destruida por la carga de la caballería, son las tropas de Zayas las que logran restablecer la situación y repeler el ataque. Esta resistencia decidió la batalla a favor de los aliados. Los franceses se retiran del campo de batalla, derrotados. Zayas es encargado de perseguir al enemigo en retirada.
El 14 de junio las tropas de Zayas asaltan el castillo de Niebla, pero el asalto fracasa a causa de la carencia de artillería. Poco después Blake es informado de que las fuerzas de Marmont se han unido a Soult y avanzan sobre él. Prudentemente Blake ordena la retirada. El día 30 las fuerzas de Zayas embarcan en Ayamonte de regreso a Cádiz.
A principios de agosto el Cuerpo Expedicionario fue enviado a Valencia como parte del esfuerzo por evitar que Suchet conquistara Valencia y Murcia. El 14 de ese mes llega Zayas a Valencia acompañando a Blake. Su división quedó en Villena hasta el 21 de septiembre en cuarentena (y por tanto inútil para el combate) a causa de una epidemia.

### Sitio de Valencia
La división de Zayas fue enviada a Valencia para guarnecer el campo atrincherado que defendía la ciudad. El 25 de octubre las tropas de Zayas salieron de Valencia. Blake, presionado por los políticos locales, buscaba la batalla. Ese día se libró la batalla de Sagunto. La división Zayas atacó Puzol para luego seguir hacia el Norte, llegando a la vista de Sagunto, que se encontraba sitiada por los franceses. Sin embargo, el resto de fuerzas de Blake habían sido derrotadas y Zayas tuvo que retirarse ante ello. Un batallón de su división fue rodeado en Puzol y destruido. El resto de la división, en buen orden, se retiró por la costa librando acciones de retaguardia. Su retirada permitió salvar el centro y la izquierda del ejército de Blake.
Tras este combate Zayas marchó con sus tropas a Cuenca para bloquear el envío de refuerzos a Suchet desde Madrid. A mediados de diciembre Zayas regresaba a Valencia.
Justo a tiempo, puesto que el 26 de diciembre Suchet lanzaba su ataque contra Blake. Las tropas de Zayas lucharon bien en la batalla de Mislata venciendo al général de division Giuseppe Frederico Palombini, italiano al mando de una división del Reino de Italia al servicio de Napoleón, pero las fuerzas de Blake se vieron rodeadas y se ordenó una retirada al interior de Valencia, que quedaba por tanto rodeada por el enemigo.
Los franceses rechazaron una salida el 28 de diciembre. A principios de enero comenzaron a bombardear la ciudad. Con pocos víveres, casi sin municiones y con un altísimo índice desertores (salvo en la unidad de Zayas), Valencia se rindió el 10 de enero de 1812. Zayas cayó prisionero de los franceses.

## Cautiverio en Vincennes
Zayas fue enviado al castillo de Vincennes, convertido en cárcel para los nobles y altos mandos españoles hechos prisioneros. A principios de 1814 los franceses le confundieron con el marqués de Zayas y decidieron enviarle a Madrid para que tratase de obtener de la regencia la aceptación del Tratado de Valençay firmado el 11 de diciembre de 1813 entre Fernando VII y Napoleón. Pese a la confusión Zayas viajó a Madrid con el duque de San Carlos José Miguel de Carvajal y Manrique, que fue quien de hecho llevó a cabo la misión.
Desde este momento Zayas queda disponible sin destino. El 25 de marzo de 1814 es ascendido a teniente general (ascenso que le escamotearon en La Albuera por cuestiones políticas).[cita requerida]

## Últimas acciones
Durante los Cien Días Zayas mandó la 1.ª división del Ejército de la Derecha, entrando en Francia por Cataluña. Apenas hubo combates ya que la fuerza de Napoleón estaba concentrada en el Norte. Tras la segunda abdicación de Napoleón, Zayas marchó destinado a Valencia.
No volvió a mandar tropas. Retirado del servicio, muere de un ataque cardíaco, en Chiclana, España, en 27 de octubre de 1827. Casó en España con María de Jesús Landa, natural de Chile, en la que tuvo por hija a María de la Concepción de Zayas y Landa.